# Erik Jensen (journalist)
 Der er flere personer med dette navn, se Erik Jensen.
Erik Jensen (født 23. oktober 1960) er en dansk journalist, der er korrespondent for Politiken. Han har desuden udgivet flere bøger.

## Karriere
Jensen blev uddannet fra Danmarks Journalisthøjskole i 1988 og efterfølgende ansat på Radio Roskilde og Dagbladet Roskilde, senere kom han til Holbæk Amts Venstreblad og derfra til Politiken, først som kriminalreporter og siden 1990 tilknyttet kulturredaktionen. Fra 1995 til 2012 som musikredaktør.  
Fra 2012 til 2014 var han Politikens korrespondent i Spanien med base i Barcelona. I 2014 kom han hjem og var i godt et halvt år tilknyttet avisens økonomiredaktion på net og papir. Fra 1. januar 2015 korrespondent i Tyskland med base i Berlin. 
I 2003 udgav han bogen På Roskilde om Roskilde Festival og i 2015 bogen Spanien - Mañana, håber vi får i morgen med. Har desuden skrevet for blandt andet magasinet Zoo, der bliver udgivet af København Zoo og medvirket i diverse radio- og tv-programmer om musik, senest DR2's Landeplagen.